# انتخابات سراسری موناکو (۲۰۲۳)
انتخابات سراسری موناکو (انگلیسی: Monegasque general election, 2023) در ۵ فوریه ۲۰۲۳در موناکو برگزار شد. نتیجه یک پیروزی قاطع برای اتحادیه ملی مونگاسک حاکم به رهبری بریژیت بوکون-پاژس بود که تمامی ۲۴ کرسی مجلس شورای ملی را به دست آورد.

## تاریخچه
مجلس شورای ملی که مجلس مونگاسک نیز نامیده می‌شود، پارلمان تک مجلسی کشور پادشاهی موناکو است. از ۲۴ عضو تشکیل شده‌است که برای مدت۵ سال با رأی عمومی انتخاب می‌شوند؛ بنابراین نماینده اصلی جمعیت است. به قوانین پیشنهادی دولت رأی می‌دهد.
در انتخابات قبلی که در فوریه ۲۰۱۸ برگزار شد، فهرست اولویت‌های موناکو به رهبری استفان والری با بیش از ۵۷ درصد آرا، توانست ۲۱ کرسی از ۲۴ کرسی پارلمان را به دست آورد، به طوری که حزب وی همه کرسی‌ها را با اکثریت آرا و پنج کرسی از هشت کرسی را با نمایندگان نسبی پر کرد. رتبه دوم و سوم افق موناکو و اتحاد مونگاسک به ترتیب دو و یک کرسی کسب کردند.
والری در سپتامبر ۲۰۲۲ بازنشستگی خود را از فعالیت سیاسی اعلام کرد. معاون رئیس شورای ملی، بریژیت بوکون-پاژس، جانشین او شد و اولین زنی بود که ریاست شورای ملی را بر عهده گرفت. یک ماه بعد، او ادغام الویت موناکو، افق موناکو و اتحاد مونگاسک را در اتحادیه ملی مونگاسک (UNM) اعلام کرد.
معاون دانیل بوئری که در ژوئیه ۲۰۲۲ حزب موناکو را ترک کرده بود، پس از تشکیل UNM تنها نماینده مخالف دولت شد. او متعاقباً در ۲۶ اکتبر ۲۰۲۲ «حزب ایده‌های جدید موناکو» را تأسیس کرد. وی این ایده‌ها را که در زمینه‌های اکولوژی و شروع یک بحث عمومی در مورد قانونی کردن داوطلبانه بارداری به راه انداخت.